# يوهان غاستيان
يوهان غاستيان (بالفرنسية: Johan Gastien)‏ (25 يناير 1988 بنيور في فرنسا - ) هو لاعب كرة قدم فرنسي في مركز الوسط. لعب مع نادي ديجون ونادي نيور.

## وصلات خارجية
- يوهان غاستيان على موقع إي إس بي إن إف سي (الإنجليزية)
- يوهان غاستيان على موقع قاعدة بيانات كرة القدم.إي يو (الإنجليزية)
- يوهان غاستيان على موقع ليكيب (الفرنسية)
- يوهان غاستيان على موقع Soccerbase.com (لاعب) (الإنجليزية)
- يوهان غاستيان على موقع Soccerway.com (الإنجليزية)
- يوهان غاستيان على موقع AS.com (الإسبانية)